# S/Y Edda

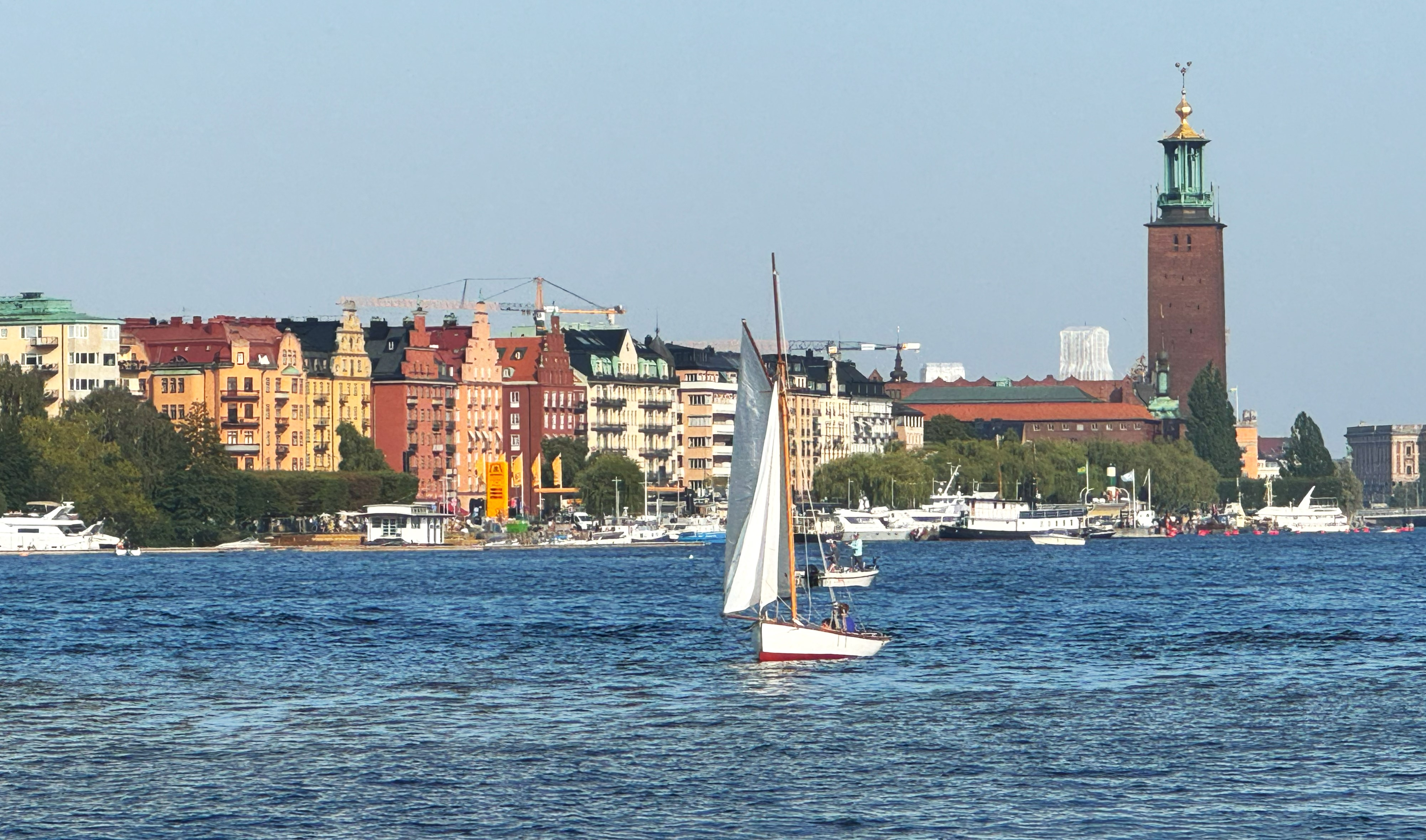
S/Y Edda på Riddarfjärden i Stockholm, 2024

S/Y Edda är en svensk segelyacht, som ritades av Henning Smith och byggdes på Kummelnäs båtvarv i Nacka 1886.
Edda byggdes som lottbåt för Gefle Segel Sällskap i Gävle, som stiftades 1880 är Sveriges näst äldsta segelklubb.
Båten vanns av segelsällskapets ordförande Olof August Brodin, som döpte henne till Anna. Han sålde den till regementsläkaren Carl Robert Sandberg (1946-1926), som döpte om henne till Tua.
Edda har ett rakstäv och ett fast bogspröt samt kutterhäck. Hon är gaffelriggad och har fock och klyvare.
Edda restaurerades 2021-2023 på Träbåtssällskapet Skeppsmyran i Gröndal i Stockholm och seglade åter första gången på Stadshusregattan i Stockholm i juni 2023.